# 西沙将军林
西沙将军林是一個位于中華人民共和国海南省三沙市永兴岛上的樹林。
1982年1月，时任中国人民解放军总参谋长的杨得志到西沙视察，为勉励守岛官兵扎根西沙，也为改善西沙自然条件，创建良好的驻军环境，他亲手在西沙海军招待所院内种下一棵椰树。此后，每位来视察的党和国家领导人、将军及省部级领导，都会在这里种椰树留念，象征着他们和岛上官兵一起守卫南疆，現已在經日積月累後形成今天的西沙将军林。